# FC Shakhtyor Kyzyl-Kiya
El FC Shakhtyor Kyzyl-Kiya fue un equipo de fútbol de Kirguistán que alguna vez jugó en la Liga de fútbol de Kirguistán, la liga de fútbol más importante del país.

## Historia
Fue fundado en el año 1992 en la ciudad de Kyzyl-Kiya con el nombre FC Semetey Kyzyl-Kiya, y cambiaron de nombre en varias ocasiones, las cuales fueron:
- 1992: FC Semetey Kyzyl-Kiya.
- 1997: FC Semetey-Dinamo Kyzyl-Kiya.
- 1998: FC Semetey Kyzyl-Kiya.
- 2001: FC Kyzyl-Kiya.
- 2006: FC Shakhtyor Kyzyl-Kiya.

Fue uno de los equipos fundadores de la Liga de fútbol de Kirguistán en 1992 luego de la independencia del país de la Unión Soviética, pero lo más cerca que estuvieron de ganar la liga fue un subcampeonato en 1994. Su único título importante fue la Copa de Kirguistán en 1995 luego de vencer en la final al Dinamo Bishkek 2-0.
A nivel internacional solo participaron en un torneo continental, en la Recopa de la AFC 1996-97, en la cual fueron eliminados en la segunda ronda por el Ordabassy SKIF-Shymkent de Kazajistán.
El club desapareció en la temporada 2006 luego de abandonar la temporada por problemas financieros.

## Palmarés
- Copa de Kirguistán: 1

1995

## Participación en competiciones de la AFC
| Temporada | Torneo           | Ronda | Club                       | Casa | Visita | Global |
| --------- | ---------------- | ----- | -------------------------- | ---- | ------ | ------ |
| 1996/97   | Recopa de la AFC | 1     | Pakhtakor Dzhabarrasulovsk | 3-1  | 2-0    | 5-1    |
| 1996/97   | Recopa de la AFC | 2     | Ordabassy SKIF-Shymkent    | 1-0  | 2-7    | 3-7    |